# Людкевич, Станислав Филиппович

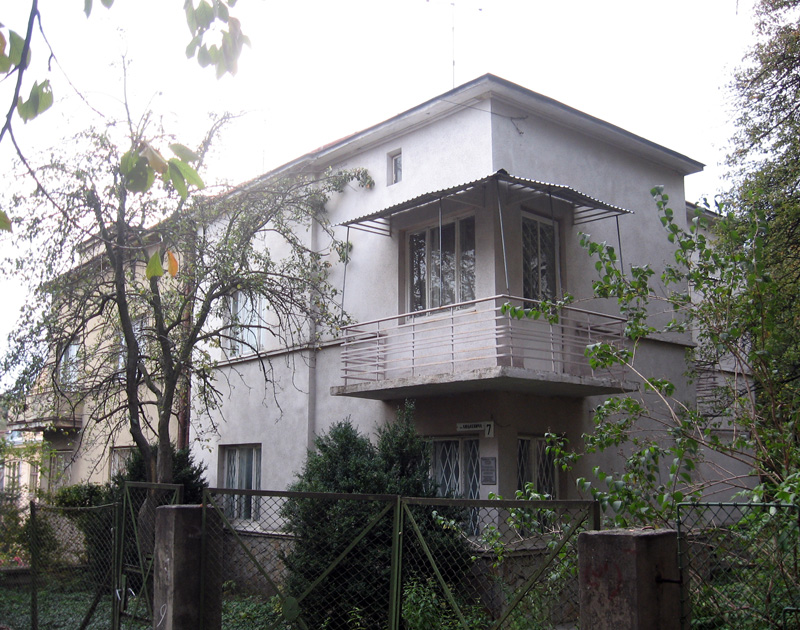
Дом во Львове, в котором жил композитор

Станисла́в Фили́ппович Людке́вич (укр. Станіслав Пилипович Людкевич; 12 (24) января 1879 — 10 сентября 1979, Львов) — украинский композитор, дирижёр, музыковед-фольклорист, педагог, публицист, общественный деятель. Герой Социалистического Труда (1979). Народный артист СССР (1969). Лауреат Государственной премии Украинской ССР им. Т. Г. Шевченко (1964).

## Биография
Родился 12 (24) января 1879 года (по другим источникам 12 (24) декабря 1879 года) в Ярославе (ныне в Польше).
Поступил в начальную школу Ярославской гимназии. Пел в хоре, затем стал его руководителем, начинал писать музыку. Заканчивая это заведение, уже имел несколько произведений — хоры «Гамалия», «Призыв к славянам», 7 пьес для фортепиано (в том числе «Предостережение матери», «Зачарована песня», «Тихий вечер».
В 1901 году окончил отделение украинской и классической филологии философского факультета Львовского университета. Слушал лекции по музыкально-теоретическим дисциплинам во Львовской консерватории Галицкого музыкального общества. Композицию изучал самостоятельно, консультировался у М. Солтыса (1897—1899, Львов).
В 1901—1907 годах преподавал в гимназиях (Львов, Перемышль).
Один из инициаторов открытия во Львове в 1903 году Высшего музыкального института им. Н. Лысенко (с 1939 — Львовская государственная консерватория им. Н. Лысенко, ныне — Львовская национальная музыкальная академия имени Николая Лысенко), в 1926 — его филиалов. Одновременно работал в нём, готовил к печати «галицко-русские народные мелодии», выступал со статьями музыковедов и рецензиями.
В 1903—1904 годах проходил военную службу в Вене.
В 1907 году снова уехал в Вену, где учился у А. Цемлинского (композиция и инструментовка) и Г. Греденера (полифония) (1907—1908), слушал лекции по истории и теории музыки у Г. Адлера. В 1908 году окончил музыкально-исторический институт при Венском университете, написал докторскую диссертацию «Две проблемы развития звукоизобразительности», посвящённую вопросам программной музыки, получив учёную степень — доктор музыкознания (1908, Вена). Затем на музыковедческом факультете Лейпцигского университета (Германия) слушал лекции Г. Римана и А. Прюфера.
Вернувшись во Львов, в 1908—1914 годах — директор Львовского высшего музыкального института им. Н. Лысенко.
В 1914 году был мобилизован в австрийскую армию, участвовал в Первой мировой войне. Вскоре попал в плен и по окончании войны находится в Казахстане. Из плена возвратился в 1918 году.
В 1919—1939 годах — преподаватель теоретических предметов, с 1926 — инспектор филиалов института, в 1939—1972 — профессор, заведующий кафедрой теории музыки и композиции Львовского высшего музыкального института им. Н. Лысенко. Одновременно, в 1939—1951 — старший научный сотрудник Львовского филиала Института искусствоведения, фольклора, и этнографии АН УССР (ныне Институт искусствоведения, фольклористики и этнологии имени М. Ф. Рыльского НАН Украины в Киеве)
Часто выступал как исполнитель: пианист, певец, дирижёр. В 1899—1939 годах — активный член хорового общества «Львовский Боян», в разные периоды являлся его дирижёром, а также хоров «Бандурист», «Сурма», организатором концертов, выступал в печати как рецензент и музыкальный критик. В 1905 году вместе с художником А. Трушем издавал первый в Западной Украине «Артистический вестник», посвящённый музыке и живописи.
С 1935 года — действительный член Научного общества им. Т. Шевченко, с 1936 — председатель музыкологической комиссии общества. В 1939 году — председатель Львовского организационного комитета Союза композиторов Украины.
В 1941—1944 годах — преподаватель теоретических дисциплин в Доме народного творчества.
Автор многожанровой музыки: хоровые, вокальные фортепианные и оркестровые произведения.
Участник многих фольклорных экспедиций.
Автор статей о творчестве украинских композиторов, о музыкальной жизни Западной Украины, рецензий, учебных пособий, исследований по теории музыки, эстетике, фольклористике, систематизатор народных песен.
Скончался 10 сентября 1979 года в возрасте 100 лет, 7 месяцев и 17 дней во Львове. Похоронен на Лычаковском кладбище.

## Награды и звания
- Герой Социалистического Труда (1979)
- Заслуженный деятель искусств Украинской ССР (1946)
- Народный артист Украинской ССР (1954)
- Народный артист СССР (1969)
- Государственная премия Украинской ССР им. Т. Шевченко (1964) — за симфонию-кантату «Кавказ» и вокально-симфоническую кантату «Заповіт»
- Орден Ленина (1979)
- Орден Трудового Красного Знамени (1949)
- Орден Дружбы народов (1974)
- Орден «Знак Почёта» (1951)
- Медали.

## Творческое наследие
Оперы
- «Бар Кохба» (три картины, не закончена, 1926)
- Вставное действие (III) к опере «Запорожец за Дунаем» С. Гулак-Артемовского (1935)
- «Довбуш» (по народным сказаниям, 1955)

Для солистов, хора и симфонического оркестра
- Кантата-симфония «Кавказ» (по поэме Т. Шевченко, 1902—1913)
- Кантаты: «Последний бой» (сл. собств., 1914), «Заповіт» (сл. Т. Шевченко, 1934, 2-я ред. 1955), «Свободной Украине» (1940), «Наймит» (сл. И. Франко, 1941)

Для хора и симфонического оркестра
- «Вечный революционер» (сл. И. Франко, 1898), «Косарь» (сл. Т. Шевченко, 1901), «Наша дума, наша песня» (по Т. Шевченко, 1931), «Конквистадоры» (сл. И. Франко, 1941)

Для симфонического оркестра
- Танец на украинскую тему (1910)
- Меланхолический вальс (по новелле О. Ю. Кобылянской, 1920)
- Поэмы: «Каменоломы» (по И. Франко, 1926), «Днипро» (1947), «Наше море» (к 40-летию Октября, 1956), «Моисей» (по И. Франко, 1956), «Не забывай юных дней» (к 100-летию со дня рождения И. Франко, 1956), «Галицкая рапсодия» (1928), «Подвиг» (1973)
- «Каприччио» (1930-е)
- Симфониетта (к 25-летию Великой Октябрьской революции, 1942)
- Увертюра на Новый год «Колядница» (1944)
- Поэма-фантазия «Веснянки» (1948)
- Рондо «Песня юных» (1948)
- Прикарпатская симфония (1952)
- Сюита ля мажор (1962)
- Сюита «Голоса Карпат» (1964)
- Пассакалья (Чакона, 1964)
- Увертюра на тему украинской народной песни «Ой, не ходи, Грицю» (1966)
- «Баллада о Довбуше»

Для фортепиано и симфонического оркестра
- Концерты: № 1 (1920, 2-я ред. 1950), № 2 (1957)

Для скрипки и симфонического оркестра
- Концерт (1945)

Для фортепиано, скрипки и виолончели
- Трио (1919, 2-я ред. 1950)

Для струнного трио
- Ноктюрн на основе украинской народной песни «Ой, не свиты, мисяченьку» (1914)

Для скрипки и фортепиано
- «Чабарашка» (1912), «Сарабанда и Сальтарелла» (1943)
- Вариации на народные темы (1949)
- Соната для скрипки и фортепиано

Для фортепиано
- Пьесы (1915—1949)
- «Баллада» (вариации на тему украинской народной песни), «Юмореска», «Заколисана песня», «Импровизованная ария», «Квочка», «Козочка с колядою», «Листок из альбома», «Мала романця», «Предостережение матери», «Песня до восхода солнця» (из туркестанских мотивов), «Песня ночи» (гармония сфер), «Полька», «Похорон атамана» (памяти Н. Лисенко), «Песня без слов» (баркарола), «Романця», «Сирітка», «Скерцо»
- «Бар-Кохба» (военный марш) для исполнения в четыре руки

Для скрипичного соло
- Соната (1966)
- «Тихое воспоминание»

Для голоса и фортепиано
- Романсы на слова украинских поэтов: «До соловейка» (сл. П. Грабовского), «За буераком буерак» (сл. Т. Шевченко), «Кузнец» (сл И. Франко), «Морская Баркарола» (сл. П. Грабовского), «Ой ти, дівчино, з горіха зерня» (сл. И. Франко), «Піду, втечу» (сл. А. Олеся), «Про ніженьки» (сл. народные), «Сирітка» (сл. собств.), «Розпука» (сл. М. Шашкевича), «Там, далеко на підгір'ю» (сл. П. Гаврилюка), «Я й не жалую» (сл. А. Кримского), «Ти моя найкраща пісня» (сл. А. Олеся), «Одна песнь голосненька», «Спи, дытыно моя».

Хоры
- «Вечер в хате» (сл. С. Жарко), «От Кавказа по Сян» (сл. собств), «Восени» («Осенью», на сл. И. Франко, 1940), «Гей, славяне» (сл. собств, 1949), «Дайте руки, юные друзбя» (сл. М. Шашкевича), «Днистровянка», «За мир» (сл. В. Сосюры, 1939), «Завещание пионерам» (на сл. А. Олеся, 1967), «Киев-Москве» (сл. М. Рильського), «Ой выгострю товарыша» (сл. Т. Шевченко), «Привет Львову» (сл. П. Дорошко), «Солнце заходит» Сл. Т. Шевченко)

Хоровые обработки народных песен
- «А ізночі, ізвечора», «А хто хоче війну зняти», «Баллада про Бондарівну», «Бодай ся когут знудив», «Боже, боже, що ся водить», «Будь ми здоровая», «Гагілка», «Журу я ся, журу», «Їхав стрілець», «Котилася та зоря із неба», «Марусенька по саду ходила», «Ой видно село», «Ой зацвіли фіялочки», «Ой Морозе, Морозенку», «Ой напилася я», «Ой по горі, горі», «Ой співаночки мої», «Ой ходив чумак», «Про Петруся і вельможну паню», «Сонце ся сховало», «Там де Чорногора», «Та не спав я нічку», «Як ніч мя покриє», «Як я, браття, раз сконаю», «Чорна рілля ізорана», «Чи дома, дома»

Для духового оркестра
- Марш «Запорожский поход»
- Украинские народные маршевые песни

Другое
- Цикл вариаций «Элегия»
- Песни
- Песнь «Черемоше, брате мой»
- Обработки произведений других авторов: Д. Бортнянский. Концерт
- Переложение для женского хора: А. Вахнянин «Шалійте, шалійте, скажені кати».
- Переложение для смешанного хора: М. Вербицкий. "Підгір'яни" — игровое пение на 3 действия.
- Инструментовка: М. Вербицкий. Симфония ре мажор.
- Переложение для скрипки, виолончели и фортепиано: М. Вербицкий. «Тост до Русі».
- Переложение для смешанного хора: С. Воробкевич. «Огни горят».
- Переложение для мужского хора: С. Гулак-Артемовского, «Запорожец за Дунаем». Инструментовка, редакция.

## Автор книг
- «Галицийско-русские народные мелодии» (2-томное собрание, свыше 1500 западно-украинских народных песен, 1906—1907)
- Сборник «200 украинских народных песен»
- Учебники — «Общие основы музыки» («Теория музыки», 1921), «Материалы к науке сольфеджио и хорового пения» (1930)
- Исследования и статьи о композиторах и певцах (1976).

## Память
- Именем композитора назван Львовский музыкальный колледж (до 2009 года — Львовское государственное музыкальное училище имени С. Людкевича), одна из улиц Львова и Пятигорска
- Создан мемориальный музей С. Людкевича
- Учреждена музыкальная премия им. С. Людкевича

Надгробный памятник во Львове
Мемориальная доска во Львове
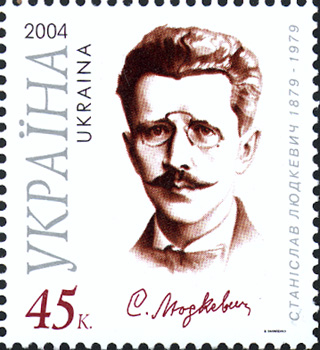
Почтовая марка Украины, 2004 год
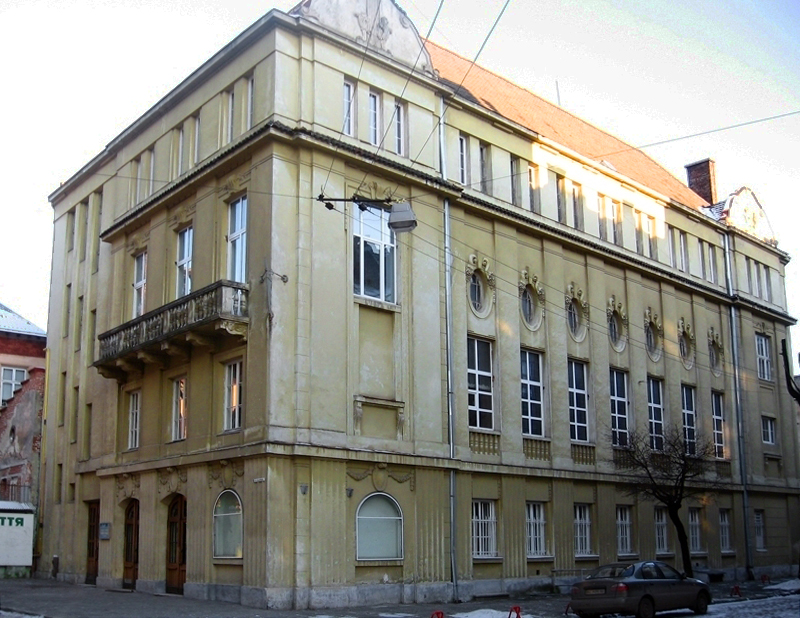
Львовский музыкальный колледж имени С. Ф. Людкевича